# Scorpiurium deflexifolium
Scorpiurium deflexifolium är en bladmossart som beskrevs av Fleischer och Leopold Loeske 1907. Scorpiurium deflexifolium ingår i släktet Scorpiurium och familjen Brachytheciaceae. Inga underarter finns listade i Catalogue of Life.